# 毒梟 (電視劇)
《毒梟》（英語：Narcos）是一部美國犯罪網路電視劇，由克里斯·布蘭卡托、Carlo Bernard和道格·米羅創作和監製。描述二十世紀八零年代哥倫比亞大毒梟巴勃羅·埃斯科瓦爾如何帶領著麥德林集團一步步成為南美洲的毒品帝國，以及美國緝毒局探員間的故事，這部寫實風格的黑幫劇情影集改編自真人真事。
第1季共有10集，在2015年8月28日在Netflix上播放，第二季於2016年9月2日播出，共有10集，Netflix在2016年9月6日已經續訂第3、4季。
2017年9月，Netflix劇組的一名場務人員在墨西哥城被發現于其車中非正常死亡。埃斯科瓦爾集團的話事人羅伯特·埃斯科瓦爾否認一切指控。
2018年7月18日，宣布第四季會「重設」為新的Netflix電視劇，名為《毒梟：墨西哥》。新的電視劇安排在2018年11月16日播放，故事會返回1980年代，並且把設定轉移至墨西哥。

## 故事
埃斯科瓦尔（Wagner Moura 饰）曾是一个走私商人，机缘巧合之下开始接触毒品生意，野心勃勃的他将无法计数的毒品贩卖到美国，成为了富可敌国的大毒枭。与此同时，他集结了圈内几大巨头，成立了声名显赫的麦德林集团，一时间，埃斯科瓦尔的劲头无人能敌。墨菲（Boyd Holbrook 饰）是美国缉毒局派往哥伦比亚的警探，他和搭档潘納（Pedro Pascal 饰）合作，主要负责埃斯科瓦尔的案件。埃斯科瓦尔当上了议员，甚至决心竞选总统，却在国会当众受辱。之后，哥伦比亚政府试图启用引渡法案对付毒枭们，为了对抗政府，埃斯科瓦尔彻底沦为了反社会的恐怖分子，在不断壮大自己的毒品帝国的同时，用炸弹、暗杀和鲜血提醒着哥伦比亚政府，谁才是真正的老大。

### 第一季（2015年）：麥德林集團前編-崛起
故事開始於上世紀80年代，埃斯科瓦爾（Wagner Moura 飾）原是一個走私商人。剛好碰上智利發生政變，皮諾契特上台後大力清洗異見份子及毒販，唯一倖存的馬特奧·莫雷諾「蟑螂 」"Cockroach" （Luis Gnecco 飾） 潛逃至哥倫比亞，並將生產技術帶至哥倫比亞。及後「蟑螂 」選擇與埃斯科瓦爾合作製毒及販毒，使埃斯科瓦爾踏上成為毒梟之路。
美國政府看見毒品不斷流入，於是加大緝毒力度，並選擇派遣美國緝毒署（Drug Enforcement Administration，簡稱DEA）探員深入哥倫比亞，協助消滅毒販。史帝夫·墨菲（Boyd Holbrook 飾）是為其中一位美國緝毒署派往哥倫比亞的探員，他和駐守當地美國緝毒署探員哈維爾·潘納（Pedro Pascal 飾）合作，主要負責埃斯科瓦爾的案件。與此同時，埃斯科瓦爾透過販毒，獲取龐大財富，並在《富比士》全球富豪榜排名第七。龐大的財富令埃斯科瓦爾不甘於現狀，想盡辦法從政。不但想方設法向麥德林的窮人派發金錢，而且在當地大量興建學校、醫院及其他基礎設施。同一時間，哥倫比亞當地反政府武裝組織 - M19，看見毒梟們擁有龐大財富，打算綁架他們的親人並進行勒索。最後M19決定綁架另一毒梟奧喬亞兄弟的妹妹瑪塔·奧喬亞（Carolina Gaitán 飾）。因為此事，埃斯科瓦爾決定召集其他毒梟，成立一個龐大的毒梟集團，即聲名顯赫的麥德林集團。
集團成立之後，全力打擊M19，並迫使M19首領釋放瑪塔·奧喬亞及向埃斯科瓦爾投降。與此同時，墨菲與潘納聯合哥倫比亞陸軍上校 - 奧拉西奧·卡里略全力打擊埃斯科瓦爾及麥德林集團。他們的行為引起埃斯科瓦爾不滿，派出手下潛入墨菲的家，並殺死他與康尼（Joanna Christie 飾）飼養的貓。然而，殺貓行為令墨菲與潘納想起另一位探員 - 奇奇·卡馬雷納（被譽為美國緝毒署的保護神，曾被派往墨西哥的瓜達拉哈拉追查瓜達拉哈拉集團，然而最後被人以酷刑殺害，也令美國政府開始重視緝毒署及探員。他的故事詳情可參考毒梟：墨西哥）。殺貓一事令墨菲與潘納大為震怒，用盡一切手段找出殺貓兇手，及後得知兇手乃是由埃斯科瓦爾指示，更不擇手段打擊埃斯科瓦爾。
就在此時，國會選舉結果出爐，埃斯科瓦爾以候補身份當上了國會議員。當上國會議員令埃斯科瓦爾決心更上一層樓，競選總統。美國政府不想哥倫比亞淪為毒梟國度，而墨菲與潘納也不想埃斯科瓦爾以國會議員身份免除販毒罪責，於是以不同方法阻止。終於，找到一張埃斯科瓦爾於多年前販毒時被捕所拍攝的照片，為了不直接干預哥倫比亞內政，美國大使努南（Danielle Kennedy 飾）將照片交給時任哥倫比亞司法部長 - 羅德里戈·拉瑞·博尼利亞（Adan Canto 飾）。此時的埃斯科瓦爾意氣風發，並以亮眼的政治新星參加國會會議，卻在國會因照片當眾受辱，博尼利亞部長當眾公開照片，成功迫使埃斯科瓦爾辭職。而哥倫比亞政府為保證博尼利亞部長的安全，急調其往捷克斯洛伐克做駐外大使，然而在前往機場的路上，被埃斯科瓦爾派出的麥德林集團殺手暗殺。
博尼利亞部長被殺，激發哥倫比亞政府的憤怒。先是向埃斯科瓦爾懸賞十萬美元，及後同意美國與哥倫比亞之間的引渡協議。毒梟們得知後大為震驚，他們認為於當地坐牢等同於渡假，但被引渡於美國卻是真正的地獄。於是用盡所有方法，威逼利誘，甚至宣傳引渡的禍害，以抗衡政府。加上當時正值總統大選，埃斯科瓦爾不斷寫信恐嚇當時的總統候選人及當地最高法官，如有不服則直接派人暗殺。當時民望最高的總統候選人路易斯·加蘭卻大力支持支持引渡毒梟至美國，認為引渡協議可以將當地龐大的毒梟勢力連根拔起。面對毒梟的囂張行為，墨菲與潘納皆認為美國政府會大力支持緝毒。然而當時為冷戰高峰時期，列根政府認為蘇聯才是最大敵人，大力支持中南美洲國家對抗共產黨的滲透。對於緝毒署，政府只批十萬美元作為行動資金。但對於緝捕毒梟來說，十萬美元等於杯水車薪。為了有效打擊埃斯科瓦爾，潘納決定以十萬美元賄賂當地國防部長，希望派遣卡里略上校負責緝捕埃斯科瓦爾及其他毒梟。雖然埃斯科瓦爾提前得知消息，及時逃離。但逃離前無法銷毁所有資料，反而令墨菲找到有關埃斯科瓦爾名下會計的相關消息。不但成功拘捕會計，而且在其事務所中搜查到大量有關埃斯科瓦爾販毒得到的收益賬本及其他資料。
搜查所得的麥德林集團的資料，全數存放於哥倫比亞司法大廈內。儘管墨菲與潘納希望從中獲取部份麥德林集團的販毒資料，但畢竟是在別國行動，全數資料屬於哥倫比亞政府。經過一番尋找，墨菲與潘納找到一份重要文件，該文件提及一位麥德林集團在美國的代理人，該代理人就是貝瑞·希爾（Dylan Bruno 飾）

## 角色

### 主要人物
- 華格納·莫拉 飾 巴勃羅·埃斯科瓦爾（Pablo Escobar），縱橫80年代的哥倫比亞毒梟和麥德林集團的首領。

- 波伊德·霍布魯克 飾 史蒂夫·墨菲（Steve Murphy），一名美國緝毒局探員分派到哥倫比亞打倒巴勃羅·埃斯科瓦爾。

- 佩德羅·帕斯卡 飾 哈維爾·潘納（Javier Peña），一名美國緝毒局探員分派到哥倫比亞打倒巴勃羅·埃斯科瓦爾。

- 喬安娜·克莉斯蒂 飾演 康尼·墨菲（Connie Murphy），史帝夫的老婆，同時也是一名於當地醫院工作的護士。

- 尤安·帕布羅·瑞巴 飾演 古斯塔沃·加維里亞（Gustavo Gaviria） (第一季為主要人物, 第二季為客串人物)，埃斯科瓦爾的表哥，同時也是麥德林集團的創立成員之一，被警方逮捕後遭到處決。

- 莫里斯·孔特（Maurice Compte） 飾演 奧拉西奧·卡里略（Horacio Carrillo）（第一季為主要人物, 第二季為常設人物）哥倫比亞特搜部上校，為人剛正不阿，是哥倫比亞警察中的少數清流，以鐵腕手段追緝巴勃羅·埃斯科瓦爾。

- 迪亞哥·卡塔諾（Diego Cataño） 飾演 胡安·迭戈·“拉基卡”·迪亞斯（Juan Diego "La Quica" Diaz）巴勃羅·埃斯科瓦爾手下得力幹部之一

- 豪爾赫·A.希門尼斯（Jorge A. Jimenez） 飾演 羅伯托·“毒藥”·拉莫斯（Roberto "Poison" Ramos）巴勃羅·埃斯科瓦爾手下得力幹部之一，後死於警方槍戰。

- 寶琳娜·蓋坦（英语：Paulina Gaitán） 飾演 塔塔·埃斯科瓦爾（Tata Escobar）：埃斯科瓦爾的老婆，深愛自己的丈夫，即使知道他是一名毒梟

- 寶琳娜·加西亞（英语：Paulina García） 飾演 埃米爾達·加維里亞（Hermilda Gaviria）埃斯科瓦爾的母親。

- 史蒂芬妮·席格曼（英语：Stephanie Sigman） 飾演 瓦萊里婭·貝萊斯（Valeria Vélez）電視臺當紅的女記者，同時也是埃斯科瓦爾的情婦。

- 布魯諾·比奇爾（英语：Bruno Bichir） 飾演 費爾南多·杜克（Fernando Duque）巴勃羅·埃斯科瓦爾的律師及參謀，扮演埃斯科瓦爾與哥倫比亞政府談判時的溝通渠道。

- 拉烏爾·門德斯（英语：Raúl Méndez） 飾演 塞薩爾·加維里亞（César Gaviria）哥倫比亞總統，面對國內頻傳的毒品暴力與暗殺事件，仍堅持不與埃斯科瓦爾妥協。

- 馬諾洛·卡爾多納（英语：Manolo Cardona） 飾演 愛德華多·桑多瓦爾（Eduardo Sandoval）哥倫比亞司法部副部長，同時也是總統身邊的親信幕僚。

- 克里斯蒂娜·烏馬尼亞（英语：Cristina Umaña） 飾演 朱迪·蒙卡達（Judy Moncada）（第二季為主要人物, 第一季為常設人物）原為麥德林集團一員，因丈夫死於埃斯科瓦爾之手，便與卡利集團結盟。

- 阿爾韋托·阿曼（英语：Alberto Ammann） 飾演 埃尔梅·埃雷拉（英语：Hélmer Herrera）（Pacho）（第二、三季為主要人物, 第一季為常設人物），在卡利集團中排名第四，是整個集團的分销和安保负责人，他是個足智多謀且心狠手辣的人。

- 達米安·阿爾卡薩（英语：Damián Alcázar） 飾演 希爾韋托·羅德里格斯·奧雷胡埃拉（英语：Gilberto Rodríguez Orejuela）(第二、三季為主要人物, 第一季為常設人物），卡利集團四教父的首腦，他是整個集團的主心骨及出謀劃策的人，他心思細膩，做任何事都是經過再三考量，但又眷戀權位，對於弟弟漸漸獨掌大權相當不滿。

- 弗朗西斯科·丹尼斯（英语：Francisco Denis） 飾演 米格爾·羅德里格斯（英语：Miguel Rodríguez Orejuela） (第二、三季為主要人物, 第一季為常設人物），卡利集團的二當家，負責業務及賄賂政府官員和警察的負責人，是希爾韋托的弟弟，相當敬重自己的哥哥。

- 皮皮·拉帕索特（Pepé Rapazote）飾演 何塞·聖克魯斯·隆多尼奧（英语：José Santacruz Londoño）(第二、三季為主要人物, 第一季為常設人物），卡利集團的三當家，聽從希爾韋托的命令，在美國紐約負責古柯鹼的主要市場。

- 埃里克·蘭格（英语：Eric Lange） 飾演 比爾·施特克納（Bill Stechner）（第二季）美國中情局駐哥倫比亞站長，為哥倫比亞右翼民兵提供軍火及情報支援。

### 常設人物
- 朱利安·迪亞茲（Julián Díaz） 飾演 埃爾·內格羅（El Negro） 或 小黑 "Blackie" （出生名納爾遜·埃爾南德斯 (Nelson Hernández)）埃斯科瓦爾手下的得力幹將之一，被警方逮捕後被迫與警方合作。
- 喬恩-邁克爾·埃克（Jon-Michael Ecker） 飾演 埃爾·里昂（El Lion） 或 獅子 "The Lion" 埃斯科瓦爾的部下，為其處理邁阿密的業務，後被卡利集團除去。
- 理查·瓊斯（Richard T. Jones） 飾演 中央情報局官員（CIA Officer）（第一季為常設人物, 第二季為客串人物)
- 帕特里克·圣埃斯普里特（Patrick St. Esprit） 飾演 洛·威塞森 上校（Colonel Lou Wysession）（第一季為常設人物, 第二季為客串人物)美國中情局官員，認為美國應將精力放在對付蘇聯扶持的左派游擊隊身上，打擊毒梟並非主要任務，因此處處與美國緝毒局幹員作對。
- 路易·古茲曼（Luis Guzmán） 飾演 貢薩洛·羅德里格斯·嘎查（Gonzalo Rodríguez Gacha）（第一季）麥德林集團創始成員之一，後死於與警方的槍戰中。
- 胡安·里丁格（Juan Riedinger） 飾演 卡洛斯·萊德（Carlos Lehder）（第一季）埃斯科瓦爾的部下，被捕後引渡至美國服刑。
- 安德瑞·馬托斯（André Mattos） 飾演 豪爾赫·奧喬亞（Jorge Ochoa ）（第一季）與法比奧是兄弟，麥德林集團創始成員之一，不樂見埃斯科瓦爾與警方開戰，便與之保持距離，並暗中與卡利集團合作。
- 羅伯托·厄賓納（Roberto Urbina） 飾演 法比奧·奧喬亞（Fabio Ochoa）（第一季）與豪爾赫是兄弟，麥德林集團創始成員之一，不樂見埃斯科瓦爾與警方開戰，便與之保持距離，並暗中與卡利集團合作。
- 安娜·德·拉·雷古拉（Ana de la Reguera） 飾演 伊利莎·阿爾瓦雷斯（Elisa Alvarez）（第一季）原為哥倫比亞毛派游擊隊M19 （页面存档备份，存于）成員，因不願與麥德林集團合作而脫離組織，並接受哈維爾探員的條件，成為證人保護計畫一員。
- 丹妮爾·肯尼迪（Danielle Kennedy） 飾演 努南大使（Ambassador Noonan）（第一季）美國駐哥倫比亞大使。
- 佛倫希亞·羅薩諾(Florencia Lozano)飾演克勞蒂亞·墨西娜Claudia Messina(第二季)美國緝毒局官員，墨菲與哈維的直屬上司。
- 薩迪爾斯·菲利普斯（Thaddeus Phillips） 飾演 歐文特工（Agent Owen）（第一季）
- 阿里爾·塞拉利昂（Ariel Sierra） 飾演 瑟爾蕭特（Sureshot）（第一季）埃斯科瓦爾手下的得力幹將之一
- 卡羅來納·蓋坦（Carolina Gaitán） 飾演 瑪塔·奧喬亞（Marta Ochoa）（第一季）豪爾赫、法比奧的妹妹，曾被游擊隊M19綁架但最後平安獲釋。
- 勞拉·佩里科（Laura Perico） 飾演 瑪麗娜·奧喬亞（Marina Ochoa）（第一季）豪爾赫、法比奧的妹妹，與古斯塔沃有私情，與之幽會時導致古斯塔沃行蹤曝光。
- 薇拉·梅爾卡多（Vera Mercado） 飾演 安娜·加維里亞（Ana Gaviria）（第一季）哥倫比亞總統夫人。
- 雷納爾·戈麥茲（Leynar Gomez） 飾演 利蒙（Limón）（第二季）原為計程車司機，後成為埃斯科瓦爾的專屬司機，忠心耿耿隨侍埃斯科瓦爾的左右，最終死於與警方槍戰。
- 瑪蒂娜·加西亞（Martina García） 飾演 馬里察（Maritza）（第二季）里蒙的青梅竹馬，意外捲入幫派仇殺。
- 布萊特·考倫（Brett Cullen） 飾演 阿瑟·克羅斯比大使（Ambassador Arthur Crosby）（第二季）美國駐哥倫比亞大使。

### 特別客串
- 路易斯·格內科（Luis Gnecco） 飾演 馬特奧·莫雷諾（Mateo Moreno） 或 蟑螂 "Cockroach"智利的毒販，擁有古柯鹼生產技術，因奧古斯圖·皮諾契特鐵腕手段鎮壓毒販，潛逃至哥倫比亞，並將生產技術帶至哥倫比亞，使哥倫比亞成為80年代古柯鹼的主要生產國。
- A·J·巴克利（A.J. Buckley） 飾演  凱文·布雷迪（Kevin Brady）
- 安卓·亞霍娜（Adria Arjona） 飾演 海倫娜（Helena）波哥大的妓女，同時也是哈維探員的線人。
- 拉斐爾·斯布里安（Rafael Cebrián ） 飾演 亞歷杭德羅·阿亞拉（Alejandro Ayala）
- 戴倫·布魯諾（Dylan Bruno） 飾演 貝瑞·希爾（Barry Seal）曾為美國中情局工作的美國飛行員，駕駛飛機替麥德林集團走私古柯鹼至邁阿密。
- 阿丹·坎托（Adan Canto） 飾演 羅德里戈·拉瑞·博尼利亞部長（Minister Rodrigo Lara Bonilla）哥倫比亞司法部長，因與埃斯科瓦爾作對，而遭到麥德林集團殺手暗殺。
- 加布里埃拉·德·拉·加爾薩（Gabriela de la Garza） 飾演 戴安娜·圖爾瓦伊（Diana Turbay）電視台記者，同時也是前總統的女兒，埃斯科瓦爾為了與政府談判將其綁架，後因談判破裂，警方攻堅過程中，她不幸被流彈擊中身亡。
- 阿德里安·希門尼斯（Adrián Jiménez） 飾演 埃雷拉上校（Colonel Herrera）一名鎮守哥倫比亞邊界關卡的軍警，因獅子大開口向埃斯科瓦爾勒索而被除去。
- 阿爾德瑪·克雷亞（Aldemar Correa） 飾演 伊万·托雷斯（Iván Torres）左派游擊隊M19領導人，與麥德林集團合作，共同策畫哥倫比亞司法大廈襲擊事件。
- 朱利安·貝爾特蘭（Julián Beltrán） 飾演 阿爾韋托·蘇亞雷斯（Alberto Suarez）
- 胡安·帕羅·伊斯皮諾薩（Juan Pablo Espinosa） 飾演 路易斯·加蘭（Luis Galán）哥倫比亞議員，代表哥倫比亞自由黨投入總統大選，因政見支持引渡毒梟至美國，而遭到埃斯科瓦爾派出的殺手暗殺。

## 獎項
第一季
| 年度 | 大獎             | 獎項                         | 入圍者                                               | 結果 |
| ---- | ---------------- | ---------------------------- | ---------------------------------------------------- | ---- |
| 2016 | 艾美獎           | 最佳片頭設計                 | Tom O'Neill, Nik Kleverov David Badounts, Josh Smith | 提名 |
| 2016 | 艾美獎           | 最佳片頭曲                   | Rodrigo Amarante                                     | 提名 |
| 2016 | 艾美獎           | 最佳單攝影機影集剪輯         | Leo Trombetta (Episode: "Descenso")                  | 提名 |
| 2016 | 美國編劇工會獎   | 單集戲劇                     | Andy Black (Episode: "Explosivos"}                   | 提名 |
| 2016 | 好萊塢音樂媒體獎 | 原創分數 - 電視節目/數位影集 | Pedro Bromfman                                       | 提名 |
| 2017 | 金球獎           | 最佳戲劇類影集–戲劇類        | 最佳戲劇類影集–戲劇類                                | 提名 |
| 2017 | 金球獎           | 最佳戲劇類電視男主角         | Wagner Moura                                         | 提名 |
| 2017 | 英國學術電視獎   | 最佳國際劇集                 | José Padilha,Eric Newman,Chris Brancato              | 提名 |
| 2017 | 衛星獎           | 最佳劇情類電視連續劇         | 最佳劇情類電視連續劇                                 | 提名 |

## 外部連結
- 在Netflix上觀看《毒梟》
- 互联网电影数据库（IMDb）上《毒梟》的资料（英文）
- 爛番茄上《毒梟》的資料（英文）